# Anacamptodes larvaria
Anacamptodes larvaria är en fjärilsart som beskrevs av Saunders 1874. Anacamptodes larvaria ingår i släktet Anacamptodes och familjen mätare. Inga underarter finns listade i Catalogue of Life.